# Sthenias yunnanus
Sthenias yunnanus es una especie de escarabajo longicornio del género Sthenias, tribu Pteropliini, subfamilia Lamiinae. Fue descrita científicamente por Breuning en 1938.
El período de vuelo ocurre en el mes de junio.

## Descripción
Mide 13,5-14 milímetros de longitud.

## Distribución
Se distribuye por China.